# Arbuscula
Arbuscula là một chi rêu trong họ Neckeraceae.